# Jurij Jechanurov
Jurij Ivanovytj Jechanurov (ukrainska: Юрій Іванович Єхануров), född 23 augusti 1948 i Belkatji i Jakutiska ASSR i Ryska SFSR i Sovjetunionen (nu delrepubliken Sacha i Ryssland), är en ukrainsk politiker. Han är medlem av partiet Vårt Ukraina. 
Jechanurov är etnisk burjat. Han flyttade 1967 från den asiatiska delen av Ryssland till Kiev i Ukraina, där han därefter har bott och haft sin yrkespolitiska karriär. Han har en PhD-examen i ekonomi, och är sedan 2002 professor på det statliga Sjevtjenkouniversitet i Kiev. Han var tillförordnad premiärminister mellan 8 september 2005 och 3 augusti 2006, då han efterträddes av Viktor Janukovytj, och försvarsminister mellan 18 december 2007 och 5 juni 2009. Den 14 juli 2009 utsågs han till förste vicechef för president Viktor Jusjtjenkos sekretariat. 
Han är gift och har en son.